# Aditya Vikram Sengupta
Aditya Vikram Sengupta (geboren 1983) ist ein indischer Filmregisseur.

## Karriere
Er ist in Kalkutta aufgewachsen und lebt in Mumbai. In dem Bengali-Film Asha Jaoar Majhe (English: Labour of Love) führte er Regie und Kamera. Der Film debütierte bei den 71. Internationale Filmfestspiele von Venedig 2014 und gewann den „Best Debut Director“ Award.
Seine Frau Jonaki Bhattacharya produzierte den Film.